# Copa Catalunya de futbol masculina 2011-2012
La Copa Catalunya 2011-2012 és la 23a edició de la Copa Catalunya de futbol, una competició a eliminatòries úniques al camp de l'equip de menor categoria i organitzada per la Federació Catalana. Aquest competició la disputen tots els equips catalans campions de categoria territorial (Primera Catalana, Preferent, i 1a, 2a i 3a territorial) i tots els clubs catalans de 3a, 2a B, 2a A i Primera divisió (exceptuant els equips filials o dependents).

## Fases

### 1a Fase
Hi participen els equips catalans campions de categoria territorial (Primera Catalana, Preferent, i 1a, 2a i 3a territorial).

#### 1a Eliminatòria (28 i 29 de maig de 2011)
Hi participen els equips catalans campions de 3a Territorial.
| Ametlla Associació Esportiva | 0-4 | Unificación CF Santa Perpètua |
| ---------------------------- | --- | ----------------------------- |
|                              |     |                               |

 Mpal. Josep Costa (L'Ametlla del Vallès)        
| CE Anoia | 3-1 | CF Angularia d'Anglesola |
| -------- | --- | ------------------------ |
|          |     |                          |

 Mpal. Can Tito (Vilanova del Camí)        
| CF Santa Maria Montcada | 1-1 | AD Escuela Fútbol Base Ripollet |
| ----------------------- | --- | ------------------------------- |
|                         |     |                                 |
| Tanda de penals         |     |                                 |
|                         | 6-5 |                                 |

 La Farreria (Montcada i Reixac)        
| C Gimnàstic Manresa | 2-2 | FC Matadapera |
| ------------------- | --- | ------------- |
|                     |     |               |
| Tanda de penals     |     |               |
|                     | 9-8 |               |

 Gimnàstic Parc (Manresa)        
| L'Empenta Associació Esportiva | 3-0 | CF Liverpool |
| ------------------------------ | --- | ------------ |
|                                |     |              |

 La Salle Premià (Premià de Mar)        
| Penya Jove de les Roquetes | 2-0 | UE Castellbisbal |
| -------------------------- | --- | ---------------- |
|                            |     |                  |

 Mpal. de les Roquetes (Sant Pere de Ribes)        

#### 2a eliminatòria (4 i 5 de juny de 2011)
Hi participen els equips classificats de la 1a eliminatòria més els campions de Preferent, 1a i 2a Territorial.
| UE Maspujols | 1-0 | CE Olímpic Móra d'Ebre |
| ------------ | --- | ---------------------- |
|              |     |                        |

 Poliesportiu Mpal. de Maspujols (Maspujols)        
| La Pobla Montornès | 3-5 | CDC Torreforta |
| ------------------ | --- | -------------- |
|                    |     |                |

 Pavelló Mpal. de La Pobla (La Pobla de Montornès)        
| Penya Jove de les Roquetes | 2-5 | CF Begues |
| -------------------------- | --- | --------- |
|                            |     |           |

 Mpal. Les Roquetes (Sant Pere de Ribes)        
| CD Mangraners | 2-3 | CD EFAC Almacelles |
| ------------- | --- | ------------------ |
|               |     |                    |

 Mpal. Mangraners (Lleida)        
| CE Anoia | 2-1 | CD Òdena |
| -------- | --- | -------- |
|          |     |          |

 Mpal. Can Tito (Vilanova del Camí)        
| C Gimnàstic Manresa | 3-0 | CE Marganell |
| ------------------- | --- | ------------ |
|                     |     |              |

 Gimnàstic Parc (Manresa)        
| UE Figueres B | 1-2 | AE Roses |
| ------------- | --- | -------- |
|               |     |          |

 Estadi Mpal. de Figueres (Figueres)        
| CF Les Planes Hostoles | 3-5 | CE Anglès |
| ---------------------- | --- | --------- |
|                        |     |           |

 Mpal. de Les Planes (Les Planes d'Hostoles)        
| UD Jafre | 1-5 | CF Lloret |
| -------- | --- | --------- |
|          |     |           |

 Mpal. El Pedro (Jafre)        
| L'Empenta Associació Esportiva | 2-0 | Penya Morera TSG |
| ------------------------------ | --- | ---------------- |
|                                |     |                  |

 La Salle (Premià de Mar)        
| Unificación CF Santa Perpètua | 6-2 | UE Sabadellenca |
| ----------------------------- | --- | --------------- |
|                               |     |                 |

 Centre de Futbol Mpal. núm. 1 (Santa Perpètua de Mogoda)        
| UD Santa Maria Montcada | 1-3 | CF Júnior |
| ----------------------- | --- | --------- |
|                         |     |           |

 Polígon La Ferreria (Montcada i Reixac)        
| FC Sant Quirze Vallès | 4-2 | CF Ripollet |
| --------------------- | --- | ----------- |
|                       |     |             |

 Mpal. Sant Quirze (Sant Quirze del Vallès)        
| CF Can Vidalet | 3-5 | FC Martinenc |
| -------------- | --- | ------------ |
|                |     |              |

 Mpal. El Molí (Esplugues de Llobregat)        

#### 3a eliminatòria (11 i 12 de juny de 2011)
Hi participen els equips classificats de la 2a eliminatòria més el campió de Primera Catalana (UE Olot).
| UE Maspujols | 1-3 | CDC Torreforta |
| ------------ | --- | -------------- |
|              |     |                |

 Poliesportiu Mpal. de Maspujols (Maspujols)        
| AE Roses | 2-1 | UE Olot |
| -------- | --- | ------- |
|          |     |         |

 Estadi Mpal. Mas Oliva (Roses)        
| CE Anglès | 2-1 | CF Lloret |
| --------- | --- | --------- |
|           |     |           |

 Mpal. Anglès (Anglès)        
| CE Anoia | 3-2 | C Gimnàstic Manresa |
| -------- | --- | ------------------- |
|          |     |                     |

 Zona Esportiva Can Titó (Vilanova del Camí)        
| Unificación CF Santa Perpètua | 2-3 (*) | FC Sant Quirze Vallès |
| ----------------------------- | ------- | --------------------- |
|                               |         |                       |

 Centre de Futbol Mpal. núm. 1 (Santa Perpètua de Mogoda)        
(*) Al min. 40 es va haver de susprendre el partit. La continuació del partit es va disputar el 18 de juny de 2011 a les 20:00 al mateix camp.
| L'Empenta Associació Esportiva | 3-5 | FC Martinenc |
| ------------------------------ | --- | ------------ |
|                                |     |              |

 La Salle (Premià de Mar)        
| CF Begues | 3-1 | CF Júnior |
| --------- | --- | --------- |
|           |     |           |

 Mpal. Begues (Begues)        
Equip Exempt: CE EFAC Almacelles

### 2a Fase
La disputen els equips classificats de la 1a fase més els equips inscrits de 2a B i 3a divisió.

#### 1a Eliminatòria (6 i 7 d'agost de 2011)
| CF Vilanova Geltrú | 0 - 2 | CF Amposta     |
| ------------------ | ----- | -------------- |
|                    |       | Chico · Victor |

| CE EFAC Almacelles | 3 - 3 | CF Balaguer |
| ------------------ | ----- | ----------- |
|                    |       |             |

| CE Anoia | 0 - 2   | FC Vilafranca               |
| -------- | ------- | --------------------------- |
|          | Crònica | Puchi 19' (pen.) 34' (pen.) |

| CF Begues | 0 - 5   | UE Castelldefels                                                     |
| --------- | ------- | -------------------------------------------------------------------- |
|           | Crònica | Montilla 55' · Edgar Doblas 64', 73' · León 81' · Javi Rodríguez 88' |

| UD Cornellà | 1 - 0   | CE L'Hospitalet |
| ----------- | ------- | --------------- |
| Enric 13'   | Crònica |                 |

| AE Prat | 0 - 1   | UE Sant Andreu     |
| ------- | ------- | ------------------ |
|         | Crònica | Xavi Jiménez 90+1' |

| FC Martinenc                      | 2 - 5   | CE Europa                                                         |
| --------------------------------- | ------- | ----------------------------------------------------------------- |
| Ivan Álvarez 9' (pp.) · Boter 83' | Crònica | Alberto 15' · Valderas 55', 67' · Segalés 64' (pen.) · Gatell 79' |

| Terrassa FC | 0 - 1   | CE Sabadell |
| ----------- | ------- | ----------- |
|             | Crònica | Florian 80' |

| Unificación CF Santa Perpètua | 1-1 | CD Anglès |
| ----------------------------- | --- | --------- |
|                               |     |           |
| Tanda de penals               |     |           |
|                               | 5-3 |           |

| UD Gurb | 0 - 2 | AEC Manlleu     |
| ------- | ----- | --------------- |
|         |       | Fortet · Gerard |

| AE Roses | 0 - 2 | UE Llagostera |
| -------- | ----- | ------------- |
|          |       |               |

Equip Exempt: CDC Torreforta

#### 2a Eliminatòria (13, 14 i 15 d'agost, 14 de setembre de 2011)
Hi participen els equips classificats de la 1a eliminatòria.
| CDC Torreforta  | 0 - 0 | CF Amposta |
| --------------- | ----- | ---------- |
|                 |       |            |
| Tanda de penals |       |            |
|                 | 5 - 4 |            |

 Camp Mpal. de Torreforta (Torreforta)        
| CE EFAC Almacelles | 1 - 0 | FC Vilafranca |
| ------------------ | ----- | ------------- |
|                    |       |               |

 Camp Mpal. d'Almacelles (Almacelles)        
| UE Castelldefels               | 2 - 1 | UD Cornellà |
| ------------------------------ | ----- | ----------- |
| Sascha 89' · Sergio Prieto 90' |       | Luis 80'    |

| CE Europa       | 1 - 1 | UE Sant Andreu |
| --------------- | ----- | -------------- |
|                 |       |                |
| Tanda de penals |       |                |
|                 | 3 - 4 |                |

 Nou Sardenya (Barcelona)        
| AEC Manlleu | 4 - 2 | UE Llagostera |
| ----------- | ----- | ------------- |
|             |       |               |

 Camp Mpal. de Manlleu (Manlleu)        
| Unificación CF Santa Perpètua | 2 - 1 | CE Sabadell |
| ----------------------------- | ----- | ----------- |
| Moreno 1' · Luque 51'         |       | Eneko 12'   |

#### 3a Eliminatòria (1 de novembre de 2011)
Hi participen els equips classificats de la 2a eliminatòria.
| Unificación CF Santa Perpètua | 0-6 | AEC Manlleu                                     |
| ----------------------------- | --- | ----------------------------------------------- |
|                               |     | Planagumà 3' 11' 38' 44' 66' · Sergio Ginés 82' |

| UE Castelldefels                     | 2-1 | UE Sant Andreu |
| ------------------------------------ | --- | -------------- |
| Edgar Doblas 13' · Sergio Prieto 40' |     | Melo 31'       |

| CE EFAC Almacelles | 1-1 | CDC Torreforta |
| ------------------ | --- | -------------- |
| Iván Fontana 66'   |     | Iban Parra 70' |
| Tanda de penals    |     |                |
|                    | 4-5 |                |

#### 4a Eliminatòria (6 de desembre de 2011)
Hi participen els equips classificats de la 3a eliminatòria.
| CDC Torreforta                     | 2-1 | UE Castelldefels  |
| ---------------------------------- | --- | ----------------- |
| Raúl González 57' · Iban Parra 89' |     | Jorge Sánchez 81' |

Equip Exempt: AEC Manlleu

#### 5a Eliminatòria (22 de febrer de 2012)
Hi participen els equips classificats de la 4a eliminatòria més els equips catalans de Segona Divisió.
| AEC Manlleu   | 1-0 | Girona FC |
| ------------- | --- | --------- |
| Planagumà 57' |     |           |

| Torreforta CDC | 1-4 | Gimnàstic de Tarragona                                   |
| -------------- | --- | -------------------------------------------------------- |
| Iban Parra 28' |     | Orbegozo 12' · Hugo Bargas 15' · Galindo 25' · Oribe 89' |

## Fase Final
Havien de participar-hi en un principi els equips classificats de la 2a Fase més els equips catalans de primera divisió, FC Barcelona i RCD Espanyol de Barcelona. Però, quan havia de disputar-se aquesta fase la Federació Catalana de Futbol va decidir canviar el format de la Copa Catalunya, amb la intenció de tenir dos trofeus de futbol de prestigi a Catalunya, la Copa i la Supercopa de Catalunya, creant així un nou model de repartiment de partits per tal de donar més reconeixement als clubs més petits. La Supercopa de Catalunya que seria una Final disputada entre tots els equips militants a la Primera divisió espanyola de futbol i la Copa de Catalunya que seria un Campionat disputat per tots els altres equips de futbol Catalunya. Així en aquesta fase final de la Copa Catalunya només hi participen finalment els equips classificats de la 2a Fase. La primera edició de la Supercopa malauradament no es va arribar a jugar mai per desacords entre el Futbol Club Barcelona i el Reial Club Deportiu Espanyol de Barcelona.

### Final (12 de setembre de 2012)
| AEC Manlleu | 0-1 | Gimnàstic de Tarragona |
| ----------- | --- | ---------------------- |
|             |     | Eugeni 77'             |